# Женское образование
Женское образование — обширный термин, включающий в себя совокупность понятий и обсуждений, касающихся образования для женщин. Сюда можно отнести женские начальное, среднее и высшее образование, а также санитарное просвещение.
Термин включает в себя такие вопросы как равенство полов, доступность образования и связь образования с уровнем бедности.
Также здесь рассматриваются проблемы раздельного обучения и религиозного образования. Такие аспекты, как разделение по половому признаку при обучении и религиозные взгляды на образование всегда считались доминантными, и при современном взгляде на женское образование в глобальном масштабе они также играют значительную роль.

## История исламских стран

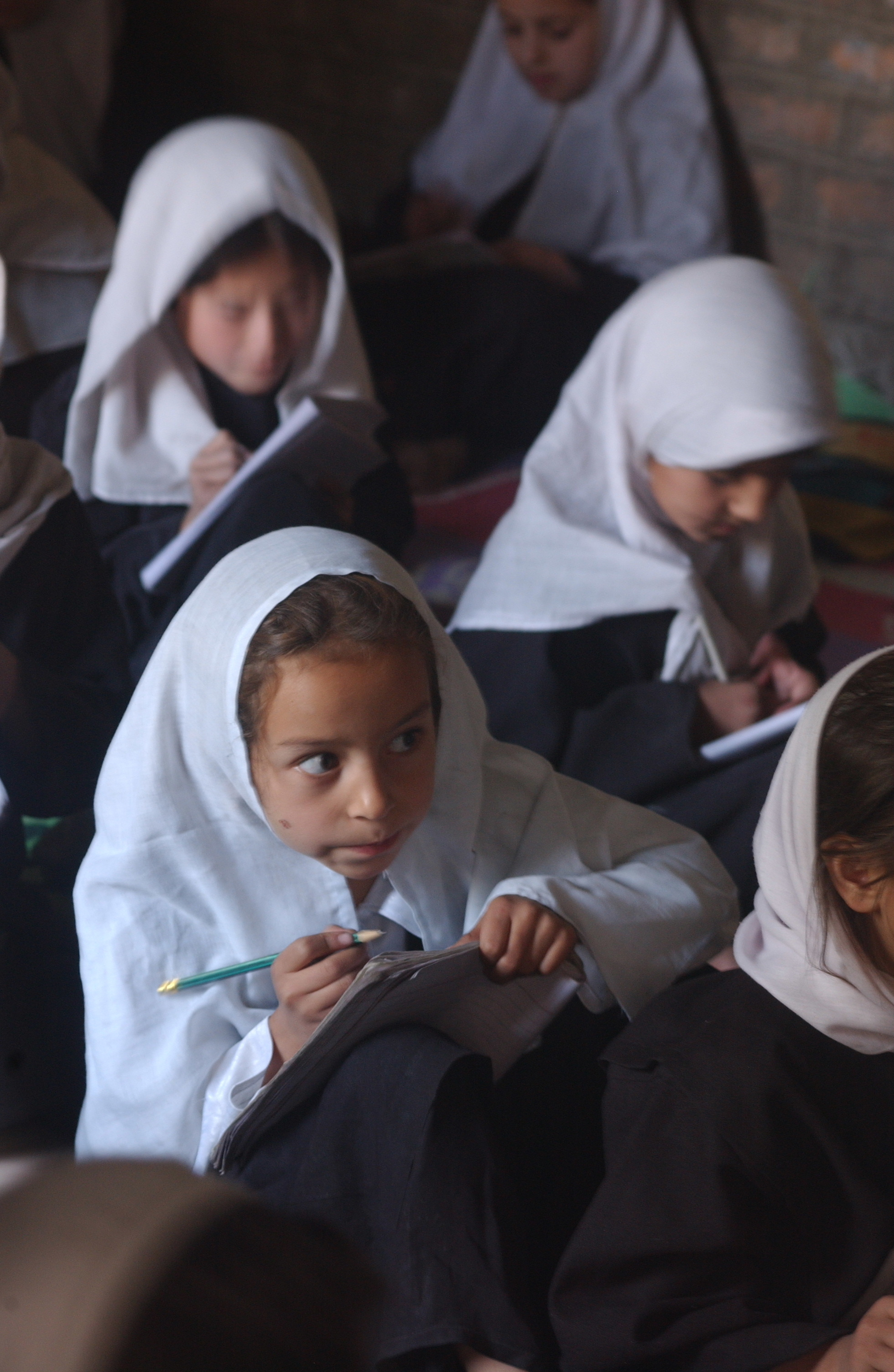
Женский класс в Афганистане, 2002

Исламские женщины играли важную роль в основании многих образовательных учреждений. Так, Фатима Мухаммед аль-Фихри основала в 859 году Университет Аль-Карауин. Её дело было продолжено династией Айюбидов, в XII и XIII веках в Дамаске было открыто 160 мечетей и медресе, 26 из них финансировалось женщинами с помощью вакуфа (имущество, предназначенное для религиозных или благотворительных целей).
Покровителями из королевской семьи примерно в половине таких организаций были женщины.
Согласно суннитскому ученому XII века Ибн Асакиру, в период Средневековья у исламских женщин была возможность получать образование. Он писал, что женщины могли учиться, получать ученые степени (иджазы), а также становиться учёными и учителями. Особенно это было распространено в образованных семьях, которые стремились дать лучшее образование как своим сыновьям, так и дочерям.
Самого Ибн Азакира в своё время обучали 80 различных женщин-учителей.
Женское образование в исламских странах берёт свои истоки от жён Мухаммеда: Хадиджа бинт Хувайлид была успешной деловой женщиной, а ‘Аиша — знатоком хадисов. Согласно одному из хадисов, приписываемому Мухаммеду, он восхвалял мединских женщин за их тягу к религиозным знаниям.
Как прекрасны ансарские женщины, к их чести, стыдливость не помешала им получать образование.
Среди женщин было не принято записываться в качестве студентов на официальные занятия, но они часто посещали неофициальные лекции и семинары в мечетях, медресе и прочих общественных местах. И хотя по закону женщинам не воспрещалось получать образование, некоторые мужчины этого не одобряли. Например, Мухаммед ибн аль-Хадж (умер в 1336 г.) был шокирован тем, что в его время некоторые женщины неофициально посещали лекции.
Мусульмане, прибывшие в конце 19 века в Западную Африку, принесли с собой крайне консервативную политику в вопросах образования женщин.

## История европейских государств
В Древнем Египте женщины имели право получать образование. И, впоследствии, даже служить при дворе.

### Период Средневековья
В средневековой Европе девочки и женщины из знатных семей получали образование, они изучали литературу, искусство, иностранные языки и Священное Писание. Их также обучали вышиванию, танцам, игре на музыкальных инструментах, пению и другим видам искусства.
Образование подвергалось классовому делению, как и само общество: некоторые писатели, такие как Винсент из Бове, пишут о том, что образование нужно девочкам из знатных семей из-за их будущего положения в обществе.

### Раннее Новое время. Эпоха гуманизма
В Европе в раннее Новое время вопрос о женском образовании стал довольно обыденным, другими словами, он являлся общим местом. Примерно в 1405 году Леонардо Бруни написал книгу под названием De studies et letteris, посвящённую Батисте ди Монтефельтро, дочери герцога Урбинского Антонио II да Монтефельтро. В этой книге он одобряет изучение латыни, но выступает против изучения арифметики, геометрии, астрологии и риторики. Изучая труды ренессансной писательницы Изотты Ногарола, британский историк Лиза Джардин отмечает, что (в середине XV века) «Знатным женщинам положено получать хорошее воспитание, но не образование, которое им совершенно не подходит». «Книга о трех добродетелях» Кристины Пизанской, написанная примерно в то же время, что и книга Бруни, устанавливает, что положено по статусу уметь леди или баронессе.
Женщины в Европе в то время получали очень хорошее образование по сравнению с тем, какое образование получали женщины других стран. Или точнее не получали. Европейские женщины получали полное и качественное образование. Они изучали гуманитарные и точные науки, языки, богословие, искусства.
Эразм Роттердамский в деталях писал об образовании в своей книге «De pueris instituendis», написанной двадцатью годами раньше, в 1529 году. Книга не полностью посвящена образованию женщин, в своей работе он с одобрением упоминает о сложностях, с которыми столкнулся Томас Мор, обучавший всю свою семью. В 1523 году Хуан Луис Вивес, последователь Эразма Роттердамского, написал на латыни книгу «De Institutione Feminae Christianae», которая была впоследствии переведена для будущей королевы Англии, Марии I, — «Образование христианки». Эти книги, так же как и традиционная учебная литература, были религиозными.
Английская королева Елизавета I получила хорошее гуманитарное образование, и её учитель Роджер Ашам был ею доволен. Полученное образование было скорее направлено на воспитание её как правителя и не подходило для женщин в целом. В те времена образованием девочек в школах почти не занимались; все ещё считалось, что образование надо получать на дому. Ян Амос Коменский же считал, что женщины должны получать образование официально.

### Новое время
В эпоху Просвещения идея всеобщего женского образования, считавшаяся разумной и свободной, широко распространяется. Писательница Мэри Уолстонкрафт оперировала как раз такими терминами.
Настоящий прогресс в сфере учреждений, предлагавших светское образование для женщин, начался на Западе в XIX веке, когда были основаны первые колледжи раздельного образования для девушек. Они появились в середине века.
Эпическая поэма Альфреда Теннисона «The Princess: A Medley» представляет собой сатиру на женское образование — в 1848 году, когда в Лондоне был открыт Королевский колледж, это был все ещё спорный вопрос. Эмили Дэвис, пропагандировавшая женское образование в 1860-х, в 1869 году основала Джиртонский колледж, а в 1875 году Анна Клау основала Ньюнэмский колледж.
Драматург Уильям Швенк Гилберт, написавший пародию на поэму Теннисона, затрагивал темы феминизма (как это было интерпретировано впоследствии) и высшего образования для женщин в своих произведениях «Принцесса» (1870 г.) и «Принцесса Ида» (1883 г.). С тех пор как женщины стали получать высшее образование, начали появляться университетские научные течения и стала развиваться подготовка учителей среди женщин в широких массах. В основном женщины становились учителями начальных классов. Потребовалось несколько поколений, чтобы женщины смогли получить доступ к тогда ещё полностью мужским образовательным учреждениям.

### Образовательная реформа
Сложные вопросы о препятствиях в получении образования и трудоустройстве продолжали формировать т. н. «феминистское» мышление. Это описывалось, например, в статье Гарриет Мартино «Female Industry», опубликованной в Edinburgh Journal в 1859 году. Экономика менялась, а женская судьба оставалась прежней. Тем не менее, Мартино, в отличие от Фрэнсис Пауэр Кобб, в силу различных причин, была более сдержана и не поддержала зарождавшуюся в те времена борьбу за право голоса.
Со временем усилия таких женщин, как Дэвис и представительниц Лэнгхэмской группы (занимались вопросами женского образования и трудоустройства), стали приносить свои плоды. Королевский Колледж (1848) и Бедфордский Колледж (1849) в Лондоне с 1848 года открыли свои двери женщинам, а в 1862 году Дэвис создала комитет, который просил у университетов разрешения сдавать женщинам так называемые «Local Examinations» (экзамены, проводимые в школах (на местах) комиссиями из представителей университетов), учреждённые незадолго до этого, в 1858 году. И ей это частично удалось. Год спустя она выпустила книгу «Высшее образование для женщин». Вместе с Ли Смит они основали первое высшее образовательное учреждение для женщин, в котором было всего пять студенток, ставшее известным как Джиртонский колледж (в составе Кембриджа, 1873 год), а в 1879 году леди Маргарет Холл основала подобное учреждение в Оксфорде. Годом раньше Бэдфорд начал присуждать научные степени. Несмотря на незначительные улучшения, научные степени немногим приносили пользу, и жизнь студенток была очень сложна.
В рамках постоянного взаимодействия феминисток Великобритании и Америки, Элизабет Блэквэл, первая женщина, получившая в США высшее медицинское образование (1849), при поддержке Лэнгхэмской группы читала лекции в Великобритании. Они также помогли Элизабет Гаррет взять неприступные стены британского медицинского образования, несмотря на ужасное сопротивление, в конце концов дав ей возможность продолжить образование во Франции. Исключительно успешная кампания Гарретт по баллотированию в школьный комитет в Лондоне в 1870 году — ещё один пример того, как небольшая группа решительно настроенных женщин начала занимать влиятельные позиции на уровне местного управления и общественных организаций. Такой результат сложно было предсказать ввиду действовавших законов и правил, которые до сих пор себя не зарекомендовали.

## Женское образование в России

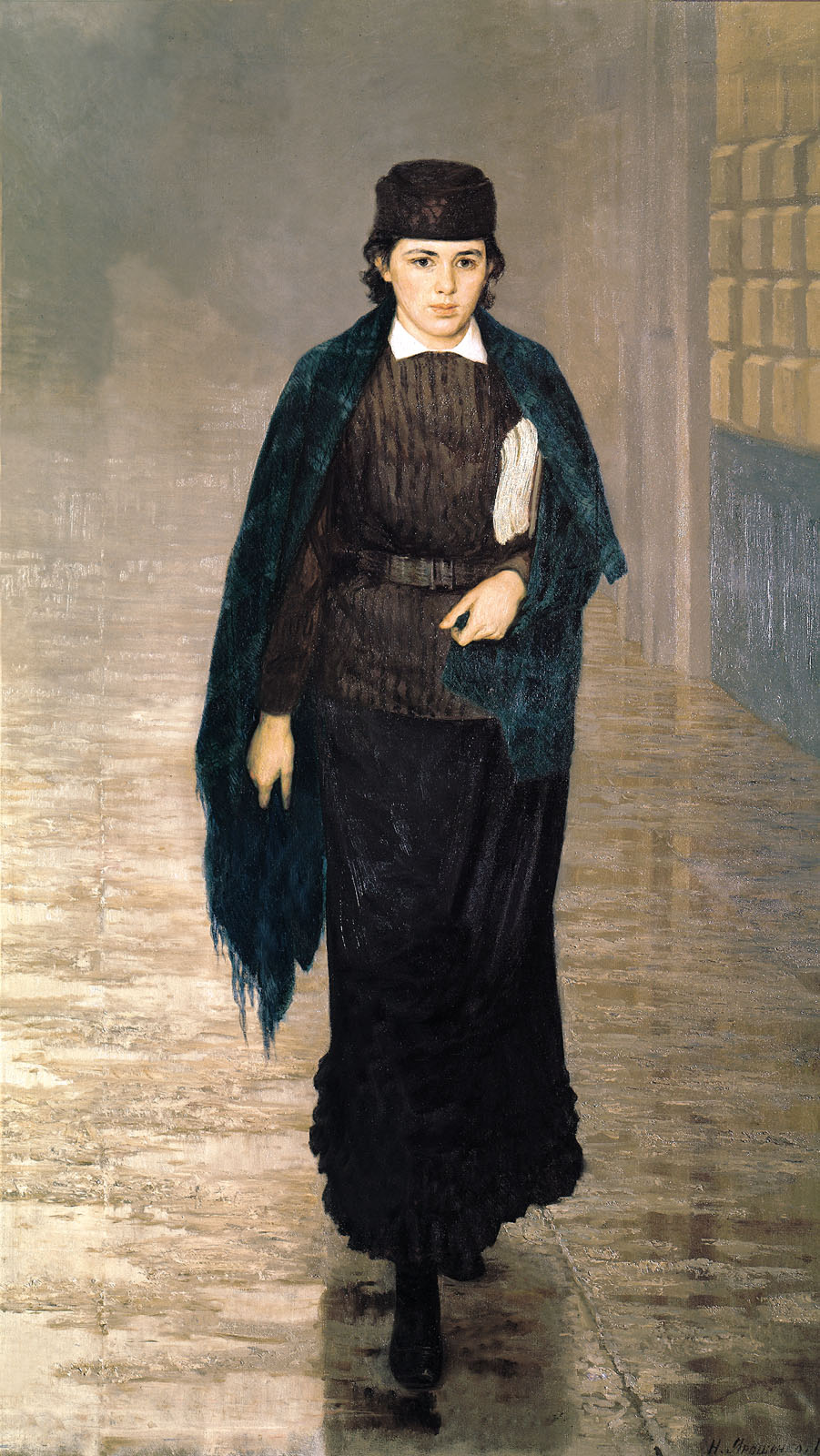
Николай Ярошенко. «Курсистка», 1883

В Древней Руси первое известное женское училище было основано в Киеве, при Андреевском монастыре, инокиней-княжной Анной Всеволодовной в 1068 году. Указом Петра I от 24 января 1724 года было предписано монахиням обучать грамоте и рукоделью девочек-сирот, а при Елизавете Петровне были учреждены акушерские школы. Образование девушки получали дома, под руководством специально приглашённых учителей и гувернанток.
Фактически история женского образования в России началась, когда Екатериной II 5 мая 1764 года было учреждено Воспитательное общество благородных девиц, ставшее известным как Смольный институт, а в январе 1765 года — Мещанское училище. Количество женских учебных заведений стало расти, когда во главе дела женского образования в России встала императрица Мария Фёдоровна и было образовано Мариинское ведомство. При этом произошло качественное изменение образования в сторону воспитания — подготовки «добрых супруг, хороших матерей и хороших хозяек». В первой половине XIX века в провинции стали появляться частные пансионы для дворянок и правительственные всесословные низшие школы.
В 1856 году Александр II повелел приступить к созданию в губернских городах женских школ, приближенных по курсу преподавания к гимназиям. В провинции начали создаваться училища 1-го разряда (с шестилетним курсом) и 2-го разряда (с трёхлетним курсом). В апреле 1857 года в Санкт-Петербурге стал издаваться журнал «Русский педагогический вестник», который проводил мысль о необходимости широкой постановки женского образования в России. Один из издателей-редакторов этого журнала, Н. А. Вышнеградский 19 марта 1858 года организовал Мариинское женское училище. Первое женское Всесословное училище было открыто в Костроме на деньги мецената А. Н. Григорова в 1857 году. С 1860 года женщины начали появляться на университетских лекциях; однако только в 1869 году появились первые высшие курсы для женщин.

## Женское образование в Индии
В 1878 году Университет Калькутты стал одним из первых университетов, открывшим своим выпускницам дорогу к учёным степеням — раньше, чем любой университет Великобритании сделал то же самое. Это обстоятельство было упомянуто во время споров об Илбертском законопроекте в 1833 году, когда решался вопрос о том, могут ли судьи Индии решать судьбу британских преступников. Женщины приняли очень активное участие в этом споре. Английские женщины, выступавшие против законопроекта, утверждали, что бенгальские женщины, которых они считали невежественными, не пользуются должным уважением среди индийских мужчин, следовательно, индийским мужчинам нельзя позволять разбирать случаи, в которых задействованы британские женщины. Бенгальские женщины, выступавшие в поддержку законопроекта, заявили в ответ, с их точки зрения они более образованы, чем англичанки, отметив, что по сравнению с теми, индийских женщин с учёными степенями в то время было больше (однако документальные подтверждения этому отсутствуют).

## Католическая традиция
Традиционно Римская католическая церковь выражала свою заботу о женском образовании, создавая монашеские ордена с духовенством во главе. Среди монашеских орденов можно выделить Урсулинский (1535 г.) и Орден Святого Сердца Девы Марии (1849 г.). Девочки также получали монастырское образование — оно давалось монахинями в стенах монастыря. Такая идея родилась во Франции в XII веке и распространилась по всему миру. Чтобы стать учеником современной монастырской школы, необязательно быть католиком. Также монастырское образование сегодня могут получать и мальчики, особенно в Индии.

## Наше время
В США женщины имеют гораздо больше возможностей, чем раньше, для получения образования и последующей карьеры в науке и других областях. Например, в 2005/2006 году женщины получили 62 % младших учёных степеней, 58 % всех степеней бакалавра, 60 % степеней магистра, и 50 % всех докторских степеней.

### Историческая литература
- Иващенко Н. И. Женское образование // Энциклопедический словарь Брокгауза и Ефрона : в 86 т. (82 т. и 4 доп.). — СПб., 1890—1907.
- Батсу Макин (1673), An Essay to Revive the Ancient Education of Gentlewomen, in Religion, Manners, Arts & Tongues
- Анна Джулия Купер (1892), Высшее образование для женщин
- Элис Циммерн (1898), Расцвет эпохи образования для девочек в Англии
- Томас Вуди (1929), Развитие женского образование в США, в 2х томах.

### Современные источники
- Бари Тёрнер (1974), Равенство для избранных: развитие образования для девочек.